# Tyng inte jorden
Tyng inte jorden är en psalm vars text är skriven av Shirley Murray och översatt till svenska av Ylva Eggehorn. Musiken är skriven av Colin Gibson.

## Publicerad som
- Nr 838 i Psalmer i 2000-talet under rubriken "Människosyn, människan i Guds hand".